# NGC 5228
NGC 5228 је елиптична галаксија у сазвежђу Ловачки пси која се налази на NGC листи објеката дубоког неба.
Деклинација објекта је + 34° 46' 40" а ректасцензија 13h 34m 35,1s. Привидна величина (магнитуда) објекта NGC 5228 износи 13,4 а фотографска магнитуда 14,4. NGC 5228 је још познат и под ознакама UGC 8556, MCG 6-30-43, CGCG 190-26, PGC 47837.